# Minek ez a cirkusz?
A Minek ez a cirkusz? a Neoton Família 1986-ban megjelent albuma. CD-n nem adták ki, de letölthető. A kiadványhoz tartozik egy betétlap, melynek hátoldalán a rajongók által saját magukról beküldött fényképekből készült válogatás található, aminek összeállítása 50 000 példányoként változik. Az album külföldön I Love You címmel jelent meg.

## Megjelenések
| Ország       | Formátum | Sorszám    | Kiadó  | Év   |
| ------------ | -------- | ---------- | ------ | ---- |
| Magyarország | LP       | SLPM 37043 | Profil | 1986 |
| Magyarország | MC       | MK 37043   | Profil | 1986 |

- Yo-Yo (Végvári-Maródi-Csepregi)
- Robinson (Pásztor-Jakab-Hatvani)
- Rossz fiú volt (Végvári-Maródi-Szép Pál)
- Vár az élet (Pásztor-Jakab-Hatvani)
- Búcsú (Pásztor-Jakab-Hatvani)
- I Love You (Pásztor-Jakab-Hatvani)
- Ha elmúlik karácsony (Pásztor-Jakab-Hatvani)
- Újra a farmer (Végvári-Maródi-Szép Pál)
- Nyári zápor (Végvári-Maródi-Csepregi)
- Minek ez a cirkusz? (Baracs-Bardóczi-Jávor)

## Közreműködők
- Baracs János – basszusgitár, ének, vokál
- Bardóczi Gyula – dobok
- Csepregi Éva – ének
- Jakab György – billentyűs hangszerek, ének, vokál
- Juhász Mari – vokál
- Lukács Erzsébet – vokál
- Pásztor László – gitár
- Végvári Ádám – gitár, ének, vokál
- Dobó Ferenc – szintetizátor
- Lakatos Antal – szaxofon